# ケルシー (トリケラトプス)

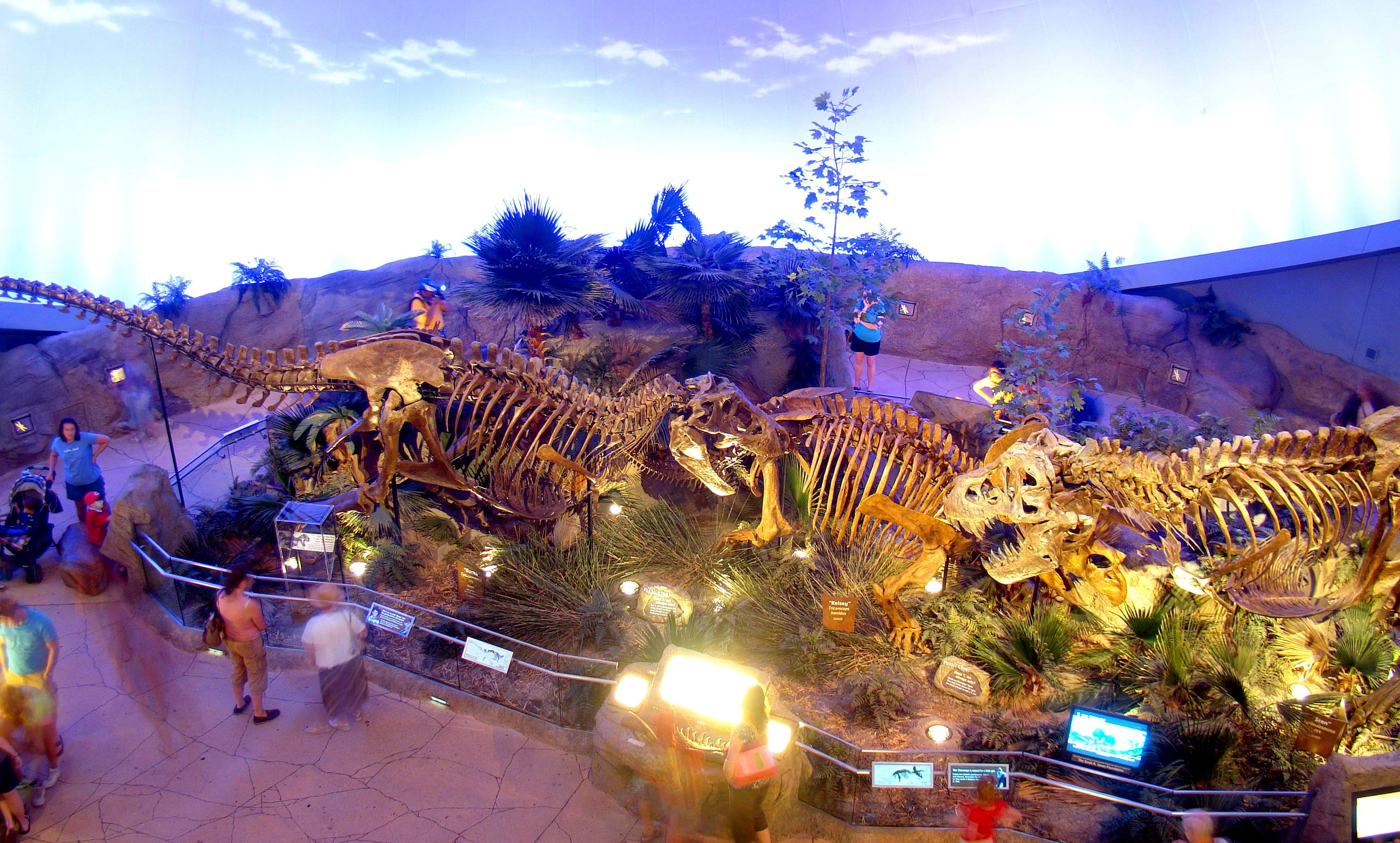
中央がケルシー。左右はティラノサウルスの標本で、左はバッキー、右はスタン。

ケルシー（Kelsey）は、1998年にアメリカ合衆国のワイオミング州で発掘されたトリケラトプスの標本。化石はブラックヒルズ地質学研究所が回収した。関節した頭骨が保存されている点や、ティラノサウルスの幼体と見られる歯が多く確認される点が特徴である。日本では福井県立恐竜博物館がレプリカを所蔵している。

## 発見
米国ワイオミング州ニオブララ郡のニューキャッスル近郊に分布する上部白亜系のランス累層からトリケラトプスの化石が産出した。最初に化石を発見したのは付近で牧場を経営しているアマチュア化石収集家のザーブスト夫妻で、彼らは1997年秋に丘の斜面から風化した頭骨の一部を発見した。ブラックヒルズ地質学研究所が発掘調査に乗り出し、1998年4月に全身を発掘した。発掘された骨格は3つの大型のブロックと100個以上のパッケージに包まれて輸送された。
回収された骨格は、夫妻の当時3歳の孫娘にちなんでケルシーと命名された。

## 特徴
骨要素が多く保存されたトリケラトプスの標本にはレイモンドなどがあるが、ケルシーはそれを上回る保存度を示しており、2011年時点で最も多くの骨が保存されたトリケラトプス標本のトップ3に入る。骨要素の数は全身の50%以上が確認されている。具体的にはほぼ完全な頭蓋骨、左下顎と前歯骨、多数の背肋骨と頸肋骨、多数の胴椎、2個の尾椎、数個の頸椎、ほぼ全ての骨盤、両大腿骨と1本の脛骨が揃っている。また、それぞれの保存状態も良好であった。
頭蓋骨の長さは約1.5メートル、厚さは約2センチメートル。頭骨には多くの凹凸が見られ、高齢個体であった証拠と見る見解もある。生存時の体格は体高約2.3メートル、全長約7.3メートル、体重約6トンと推定されている。ケルシーの骨からはティラノサウルスの幼体（またはナノティラヌス）の歯が20本以上発見されている。これらの歯はそういった捕食動物が（襲ったか死体を漁ったかは定かではないものの）ケルシーの肉にありついた際に脱落したか折れたものと推測される。また、ケルシーの骨に確認されているこれらの歯はナノティラヌス属の有効性をめぐる議論に役立つことが期待されている。

## タフォノミー
ケルシーの産出した地層は、白亜紀末のマーストリヒチアン期において氾濫原であったと考えられている。

## 展示
ケルシーの標本は米国インディアナ州のインディアナポリスに位置するインディアナポリス子供博物館に展示されている。同館では、ティラノサウルスのスタンやバッキーと戦う様子を再現して展示されている。
日本では福井県立恐竜博物館がレプリカを所蔵している。2017年夏には横浜国際平和会議場で開催された『ヨコハマ恐竜展2017』で展示された。ここでもスタンと戦う姿勢での展示が行われた。2019年春には新潟県立自然科学館の企画展『恐竜展〜科学が解き明かす恐竜のすがた〜』にて、ティラノサウルスのワイレックスと共に展示された。